# Francisco Menéndez Camina
Francisco Menéndez Camina (Avilés, ca 1629 - 1694) fue un alarife y arquitecto español del siglo xvii. Su obra fue continuada por su hijo, del mismo nombre, en el siguiente siglo. Desarrollaron un estilo barroco de tintes regionalistas en algunas de sus obras, y entre ellas destaca la construcción de la capilla de Santa Eulalia para la catedral de Oviedo, en 1690, costeada por el obispo Simón García Pedrejón, para albergar las reliquias de la patrona de la ciudad, y como panteón funerario del obispo.

## Obras notables

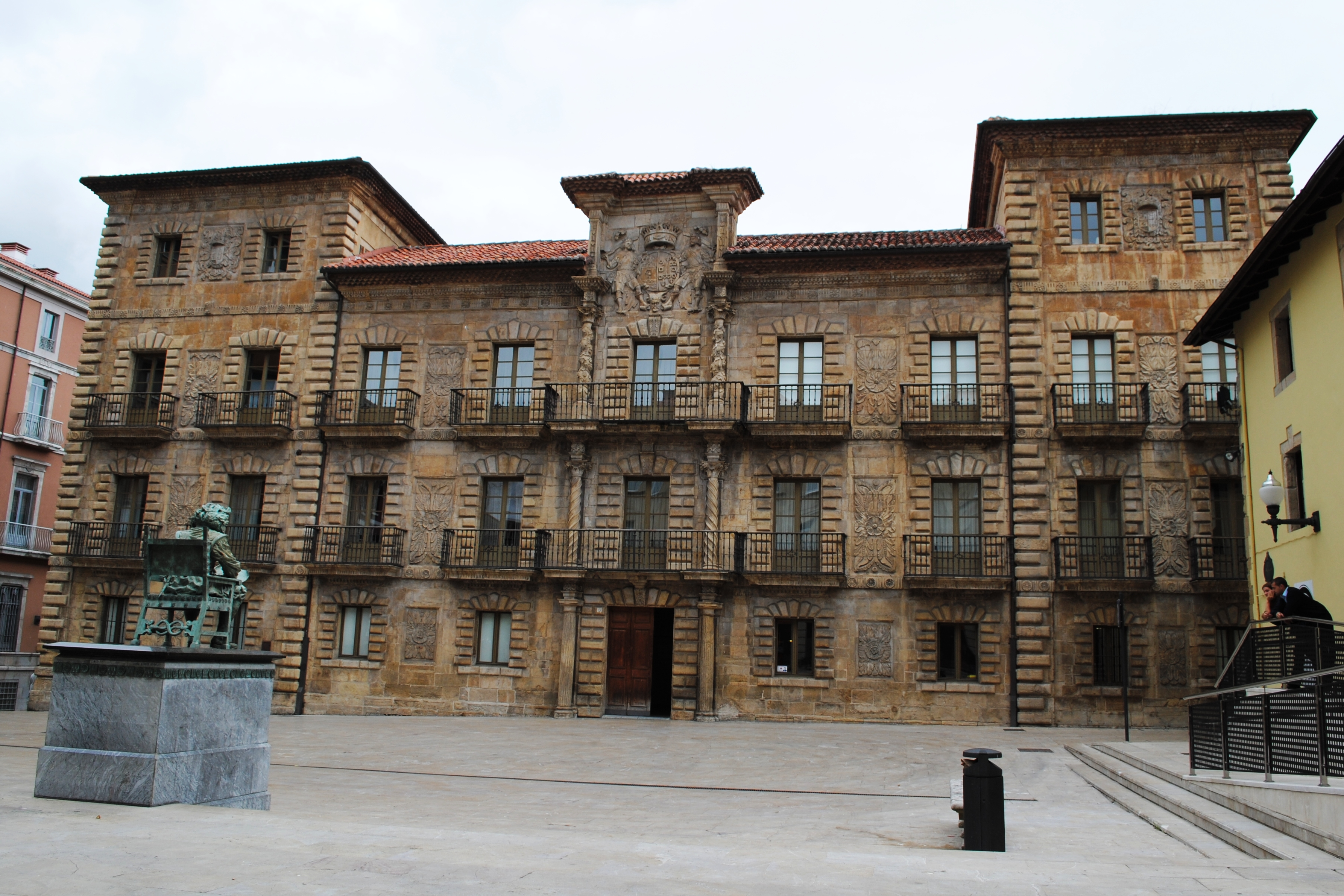
Palacio de Camposagrado en Avilés.

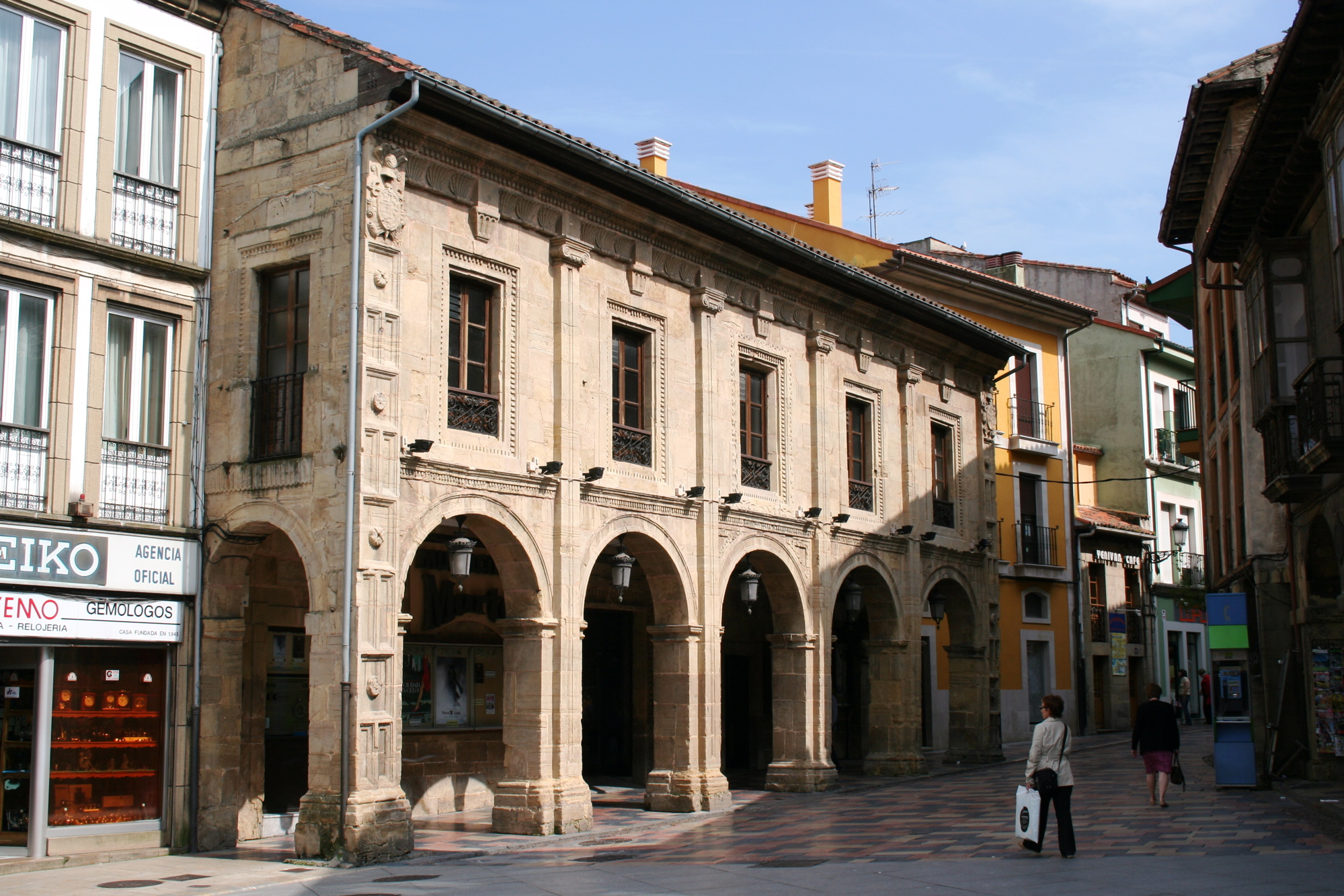
Palacio de Llano Ponte en Avilés.

- Capilla de Santa Eulalia (Catedral de San Salvador de Oviedo) (Oviedo)
- Palacio de Llano Ponte (Avilés)
- Pórtico de la Iglesia de San Nicolás de Bari (Avilés)
- Palacio de Revillagigedo (Gijón)
- Iglesia parroquial de Latores
- Iglesia parroquial de San Martín de Laspra
- Iglesia parroquial de San Martín de Proaza
- Conjunto Monástico de Cornellana
- Colegiata de San Juan Bautista (Gijón)
- Fachada sur del palacio de Camposagrado (Avilés)
- Monasterio de La Merced (destruido, Avilés)
- Capilla de Nuestra Señora de la Peña de Francia de Deva (Gijón)